# Орловский сельсовет (Алтайский край)
Орловский сельсовет — муниципальное образование со статусом сельского поселения и административно-территориальное образование в Немецком национальном районе Алтайского края России. Административный центр — село Орлово.

## Демография
По результатам Всероссийской переписи населения 2010 года, численность населения муниципального образования составила 1959 человек, в том числе 948 мужчин и 1011 женщин. Оценка Росстата на 1 января 2012 года — 1919 человек.

## Населённые пункты
В состав сельского поселения входит 4 населённых пункта:
- село Александровка,
- село Дворское,
- село Лесное,
- село Орлово.